# Nesodden
Nesodden er en kommune i Akershus fylke i Norge med omkring 16.000 indbyggere. Nesodden kommune ligger på en halvø med Oslofjorden på vestsiden og Bunnefjorden i øst. I syd grænser kommunen til Frogn. 
Den var en del af  Viken fylke som blev etableret 1. januar 2020, men opløst fra 1. januar 2024.
Højeste punkt i kommunen er Toåsen der er 215 moh.  Nesoddens venskabskommune i Danmark er Herlev.
Omkring ¾ af arealet er skov og udmark, og indbyggerne har derfor et godt tilbud af friluftsområder både på land og ved vandet. 86% af indbyggerne bor i byerne. Der er også mange fritidsejendomme og hytter i kommunen.
Tangen (Tangenbyen) ligger helt nord i kommunen. Bjørnemyr, Fjellstrand, Spro og Fagerstrand ligger på vestsiden med flot udsigt over Oslofjorden. På østsiden er der næsten sammenhængende bebyggelse fra Tangen via Oksval, Ursvik, Hellvik og Berger til Jaer og Blylaget.
Sammen med Enebakk, Frogn, Oppegård, Ski, Vestby og Ås udgør Nesodden den del af Viken, som kaldes Follo.
Nesodden og Oppegård var tidligere én kommune, men vanskelig rejsevej mellem Oppegård og Nesodden fremtvang en deling. I 1915 blev Oppegård skilt ud som en selvstændig kommune.
På Nesodden findes områder med egeskov. Dette er den nordligste naturlige egeskov i Norge og antagelig også i Europa. Dette fænomen afspejler sig i lokale navne som Eklund og Ekelund.

## Trafik
Mens der er omkring 40 km til Oslo ad landevejen, er der kun 7 km over fjorden, og strækningen tilbagelægges på et kvarters tid med moderne hurtigbåd; noget mere med en konventionel færge. Der er hyppige bådforbindelser, og Nesodden har som én af få kommuner på Østlandet mange bådpendlere.
A/S Nesodden-Bundefjord Dampskipsselskap er operatørselskab for Stor-Oslo Lokaltrafik som driver forbindelsen med 2,4 millioner passagerer årlig på ruten fra Nesoddtangen til Aker Brygge. Dertil drives en rute mellem Nesoddtangen og Lysaker, som har 200.000 rejsende.

## Arbejde og erhvervsliv
Jord- og skovbrug samt fiskeri var tidligere de normale næringsveje på Nesodden. Derudover drev man saltsydning og isdrift. Saltsydning betyder inddampning af havvand, og grundlaget for dette lå dels i, at vandet i Bunnefjorden havde specielt højt saltindhold, dels at adgangen til træ og tørv som brændsel var god. Fra omkring 1850 skar man is fra søer og kunstigt opbyggede damme ved vintertid. Isen blev eksporteret til England, men eksporten kulminerede omkring forrige århundredskifte. I årene fra 1895 til 1905 lå den årlige produktion på hele 45.000 ton.
I dag er der kun 0,6% af befolkningen tilbage i primærerhverv.
Fra 1893 blev der anlagt olieimporthavne på Steilene, ved Svestad, på Fagerstrand og på Kavringen. Starten var import af olie fra Rusland, (Baku) og USA. Den blev brugt til belysning. Resterne af Essos tidligere anlæg på Steilene er en interessant del af Steilene kystkulturcenter og er et populært fritidsområde i dag.

## Befolkningsudvikling
Folketallet har udviklet sig på denne måde:
- 1801: 763
- 1865: 1.593
- 1875: 1.786
- 1900: 2.230
- 1950: 4.741
- 1960: 5.930
- 1970: 9.029
- 1980: 9.856
- 1990: 13.063
- 2000: 15.448
- 2005: 16.000

## Ældste bygning og bosættelse
Nesodden Kirke er fra middelalderen, den ældste del er opført i 1100–1200-tallet. Kirken er bygget i sten og træ. I mange hundrede år var dette den eneste kirke i sognet, som den gang også omfattede Oppegård. Der er bevaret kirkebøger tilbage til 1709.
Der er fundet en stenalderboplads ved Granholt. Gennem fundene på bopladsen kan man dokumentere, at Nesodden har været beboet også for 8.000 år siden. Den gang stod vandet 60 meter højere, og Nesodden var to øer i fjorden.
Der findes også rester af mange gamle husmandssteder i skoven og ved kysten.

## Byer og bebyggelser i Nesodden kommune
- Nesoddtangen
- Fjellstrand
- Fagerstrand
- Tangen
- Alværn
- Bjørnemyr
- Hellvik
- Berger
- Oksval
- Jaer
- Blylaget
- Bomansvik